# Ivinghoe Aston
Ivinghoe Aston – osada w Anglii, w hrabstwie ceremonialnym Buckinghamshire, w dystrykcie (unitary authority) Buckinghamshire, w civil parish Ivinghoe. Leży 14 km od miasta Aylesbury. W 1870-72 osada liczyła 446 mieszkańców. Ivinghoe Aston jest wspomniana w Domesday Book (1086) jako Estone.